# Waasen (Gemeinde Oberndorf)
Waasen ist eine Streusiedlung und eine Katastralgemeinde der Gemeinde Oberndorf an der Melk im Bezirk Scheibbs in Niederösterreich.

## Siedlungsentwicklung
Zum Jahreswechsel 1979/1980 befanden sich in der Katastralgemeinde Waasen insgesamt 120 Bauflächen mit 38.779 m² und 32 Gärten auf 31.153 m², 1989/1990 gab es 94 Bauflächen. 1999/2000 war die Zahl der Bauflächen auf 96 angewachsen und 2009/2010 bestanden 109 Gebäude auf 140 Bauflächen.

## Bodennutzung
Die Katastralgemeinde ist landwirtschaftlich geprägt. 507 Hektar wurden zum Jahreswechsel 1979/1980 landwirtschaftlich genutzt und 43 Hektar waren forstwirtschaftlich geführte Waldflächen. 1999/2000 wurde auf 394 Hektar Landwirtschaft betrieben und 31 Hektar waren als forstwirtschaftlich genutzte Flächen ausgewiesen. Ende 2018 waren 379 Hektar als landwirtschaftliche Flächen genutzt und Forstwirtschaft wurde auf 32 Hektar betrieben. Die durchschnittliche Bodenklimazahl von Waasen beträgt 47 (Stand 2010).